# Lee Radziwill

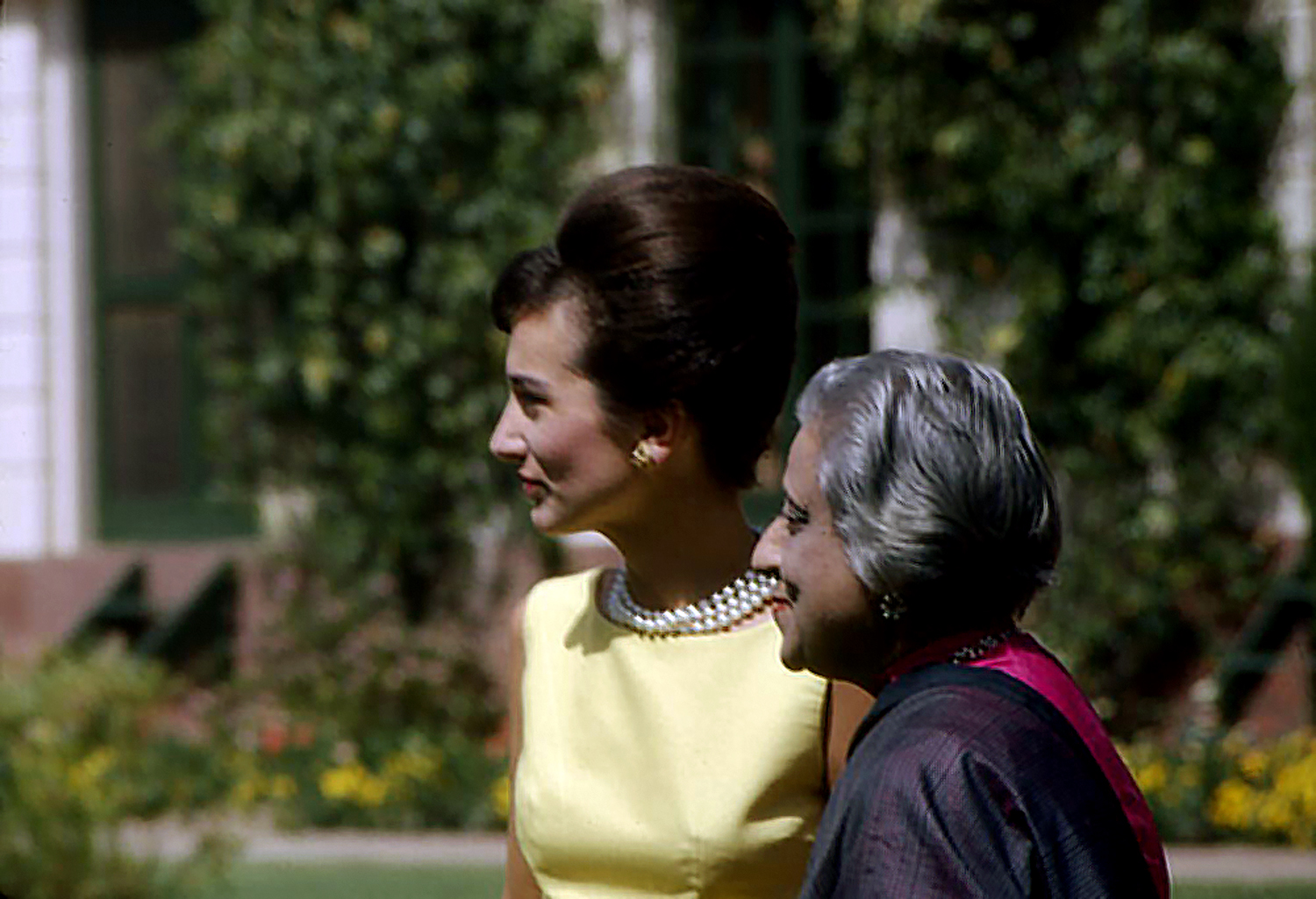
Lee Radziwill, Krishna Hutheesing (1962)

Lee Radziwill, właśc. Caroline Lee Bouvier Canfield Radziwiłł Ross (ur. 3 marca 1933 w Southampton w stanie Nowy Jork, zm. 15 lutego 2019 w Nowym Jorku) – amerykańska działaczka i aktorka, młodsza siostra Jacqueline Kennedy, żony prezydenta Stanów Zjednoczonych Johna F. Kennedy’ego.

## Życie prywatne
Była córką Johna Vernou Bouviera III oraz Janet Lee Norton. Po dziadku ze strony ojca Jamesie T. Lee otrzymała imię Lee.
Wychodziła za mąż trzy razy; pierwszy raz w kwietniu 1953, za wydawcę Michaela Canfielda. Rozwiedli się sześć lat później.
Drugi związek zawarła 19 marca 1959 z polskim księciem Stanisławem Albrechtem Radziwiłłem. Radziwiłł, by poślubić Lee, rozszedł się ze swą poprzednią małżonką Grace Marią Kolin. W pięć miesięcy po ślubie na świat przyszedł ich syn Anthony Radziwill, rok po nim córka Anna Christina Radziwill. Radziwiłłowie rozwiedli się 3 marca 1974.
Kilka lat później Lee zaręczyła się z kalifornijskim magnatem hotelowym Newtonem Cope. Zaręczyny zerwano pięć minut przed ceremonią ślubną. We wrześniu 1988 wyszła za mąż ponownie za reżysera i choreografa Herberta Rossa. Rozwiedli się w 2001.

## Kariera
W latach sześćdziesiątych XX wieku Radziwill próbowała zrobić karierę jako aktorka. Nie udało jej się pomimo międzynarodowej kampanii reklamowej. W 1967 pojawiła się w roli rozpieszczonej bogaczki Tracy Lord w sztuce The Philadelphia Story. Przedstawienie było wystawiane w The Ivanhoe Theatre w Chicago. Jej gra została bardzo źle przyjęta. Rok później próbowała jeszcze zagrać w telewizyjnej adaptacji hollywoodzkiego filmu Laura, który również nie został zbyt dobrze przyjęty przez publiczność amerykańską. Po tej porażce, Radziwiłł nie podejmowała kolejnych prób związania swojego życia ze sceną.
W latach siedemdziesiątych ponownie zaczęło o niej być głośno za sprawą jej dwóch brytyjskich domów, których wnętrza zaprojektował włoski scenograf Renzo Mongiardino. Zaczęła nawet sama projektować. W roku 1972 pojawiła się w towarzystwie The Rolling Stones, w czasie ich tournée po Ameryce. W 2003 Radziwill opublikowała swą książkę
Happy Times. Jest też współautorką One Special Summer, którą napisały ze swą siostrą Jacqueline Kennedy Onassis.
W roku 2006 zaczęto wystawiać na Broadwayu musical zatytułowany Grey Gardens, w którym zostaje przedstawiona postać małej Lee Radziwill, odwiedzającej dom ciotki Edith Ewing Bouvier Beale z okazji zaręczyn Edith Bouvier Beale.